# میرزا حسن رئیس‌المجاهدین
میرزا حسن رئیس‌المجاهدین از انقلابیون مشروطه بود که در ۱۳۳۶ قمری درگذشت. آرامگاه وی در آبیک قرار دارد.